# Frederik Christian Kaas (1725-1803)
 Der er flere personer med dette navn, se Frederik Christian Kaas.
Frederik Christian Kaas (1. december 1725 på Rybjerg – 18. januar 1803 i København) var en dansk søofficer og godsejer.

## Karriere
Han var søn af kommandør Hans Kaas (af Mur-Kaaserne) til Rybjerg og Hastrupgård i Jylland (16. januar 1683 – 21. august 1737) og Agathe Rodsteen f. Banner (15. juli 1697 – 11. april 1733), blev sekondløjtnant i Marinen 1743, premierløjtnant 1746, kaptajnløjtnant 1753, kaptajn 1755, kommandørkaptajn 1758, kommandør 1766, kontreadmiral 1768, viceadmiral 1772 og virkelig admiral 1775. I året 1750 blev han desuden hofjunker, 1754 kammerjunker, 1760 kammerherre.

## Ekspedition til Nordafrika
Som løjtnant deltog han 1751 i kaptajn Simon Hooglants ekspedition til Marokko, hvor der skulle underhandles om traktater. Medens hans chef midlertidigt var rejst til Algier, havde Kaas kommandoen over en del medbragte koffardiskibe, men blev grebet i land og arresteret. Først i maj 1753, da traktatforholdene var ordnet, slap han fri igen. Ved sin hjemkomst erholdt han kongens tilkendegivelse af tilfredshed med hans konduite. Indtil 1760 foretog Kaas flere rejser med orlogsskibe til Middelhavet; efter sin forfremmelse til kommandørkaptajn blev han jævnligt benyttet som linjeskibschef i de udrustede eskadrer. I denne periode falder hans første ægteskab, idet han 1757 blev gift med Susanne Jacoba Fabritius (26. januar 1741 – 5. november 1762), datter af handelsmanden Michael Fabritius. 1764 foretog han for sit helbreds skyld en rejse til Pyrmont; efter hjemkomsten giftede han sig samme år på ny, denne gang med Christine Elisabeth Birgitte Juul (22. maj 1742 – 1796), datter af general Ove Juul.

## Mislykket opfølgende ekspedition
1766 indtrådte Kaas i det kombinerede Admiralitets- og Kommissariatskollegium, hvor han under de hurtig vekslende adskillelser og sammendragninger af forvaltningsgrenene med en kort afbrydelse hævdede sin stilling lige indtil 1781, sluttelig (fra 1775) som 1. deputeret og referent for kongen. 1768 fik han l'union parfaite og blev året efter hvid ridder. 1769 besluttede regeringen at sende en stærk søstyrke til Algier for dermed at tvinge denne stat til at overholde sine indgåede forpligtelser, og Kaas, der var velkendt med forholdene i Afrika, erholdt overkommandoen over ekspeditionen. I begyndelsen af maj 1770 afsejlede han med 4 linjeskibe, 2 fregatter, 2 bombardergalioter og nogle mindre fartøjer og nåede til bestemmelsesstedet i begyndelsen af juli måned. Da underhandlingerne intet resultat hidførte, ville Kaas herefter begynde fjendtlighederne; men det viste sig snart, at han havde forregnet sig. De medbragte bombarderskibe var dårligt udrustede og hans store skibe alt for dybtstikkende. Med uforrettet sag og efter at være blevet afløst af schoutbynacht Simon Hooglant vendte Kaas hjem og forlangte straks sit forhold undersøgt ved krigsret. Denne kom til det resultat, at såvel Kaas som Marinens øverste leder, Christian Conrad Danneskiold-Laurvig, og udenrigsministeren J.H.E. Bernstorff samt Holmens chef alle var mere eller mindre at dadle; for Kaas' vedkommende bebrejdede man ham, at han havde ført et alt for truende sprog i forhold til den magt, han kunne udfolde. Der faldt dog ingen dom, da undersøgelserne standsedes af regeringen. Såvel Bernstorff som Danneskiold-Laurvig var imidlertid blevet afskedigede, Kaas havde mistet sit sæde som deputeret i Admiralitetet og hans fætter, kommandørkaptajn Wolfgang Kaas sin stilling som Holmens chef.

## Senere virke
Da Struensee var faldet (1772), genindsattes imidlertid Kaas straks i sit tidligere embede, hvorimod hans fætter Wolfgang Kaas først 4 år efter på ny kom i virksomhed som Holmens chef. Det påfølgende år (1773) var Kaas chef for en eskadre i Østersøen, udrustet i anledning af det spændte forhold til Sverige; da dette imidlertid hurtigt udjævnede sig, oplagdes skibene allerede i september, uden at nogen større begivenhed var indløbet. Kaas vedblev herefter at bestyre Admiralitetet, men afløstes i 1781, kort efter at en ny forvaltningsmåde var indført, hvorved man forgæves prøvede at bringe orden i Marinens stærkt derangerede pengevæsen.
Sine sidste år henlevede han i ro. 1790 dekoreredes han med Elefantordenen. Kaas var ejer af Fraugdegård på Fyn og døde 18. januar 1803 i København. Han er begravet i Fraugde Kirke.
Der findes et maleri af Jens Juel (Frederiksborgmuseet), pasteller af samme (på Ravnholt) og af C. Nobel Nøragger (Frederiksborgmuseet). Portrætteret på Wilhelm von Haffners gruppebilleder fra appartementet på Christiansborg Slot 1781 (Rosenborg Slot) og fra enkedronningens teselskab 1791 (Jægerspris Slot). Buster på Fraugdegård og Løvenholm.